# 广元市
广元市，古称利州，是中华人民共和国四川省下辖的地级市，位于四川省北部。市境东邻巴中市，南接南充市，西连绵阳市，北与甘肃省陇南市和陕西省汉中市接壤。地处川、陕、甘三省结合部，四川盆地北部边缘，西安、成都、重庆、兰州四地的中心，米仓山、大巴山南麓，嘉陵江上游。全市总面积16,319平方公里，人口263万，市人民政府驻利州区。广元素有“川北门户”之称，是一座山水园林型现代化新兴城市。

## 历史
秦惠文王更元九年（前316年），秦国兼并苴国，在境内置葭萌县。秦代及两汉沿袭葭萌县建制。东汉建安二十二年（217年），刘备改葭萌县为汉寿县。西晋改为晋寿县。东晋太元十五年（390年），析晋寿县置兴安县，治所在今广元城区，并置晋寿郡，晋寿县改为益昌县，郡县均治今昭化镇。南朝梁大同年间置黎州。西魏废帝三年（554年）改黎州为利州。
隋开皇初废晋寿郡，开皇十八年（598年）改兴安县为绵谷县。大业初改利州为义城郡，治绵谷县。唐武德元年（618年）改义城郡为利州，属山南西道。宋代利州属利州路。北宋开宝五年（972年），宋太祖改益昌县为昭化县，取“昭示皇恩，以化万民”之意。元至元十四年（1277年）改置广元路，改绵谷县为广元县，《大明一统志》记：“在《易》曰广大配天地，在《春秋》谓一为元，以示张大之意。”至元二十四年（1287年），省葭萌县入昭化县。明洪武四年（1371年）改广元路为广元府；洪武九年（1376年）降府为州；二十二年（1389年）再降为广元县，属保宁府，省绵谷县。清代因明制。民国二年（1913年），广元县属川北道，1914年属嘉陵道。1935年，中国工农红军在广元等6县建立苏维埃政府。民国二十四年（1935年）置四川省第十四行政督察区，广元县属之。

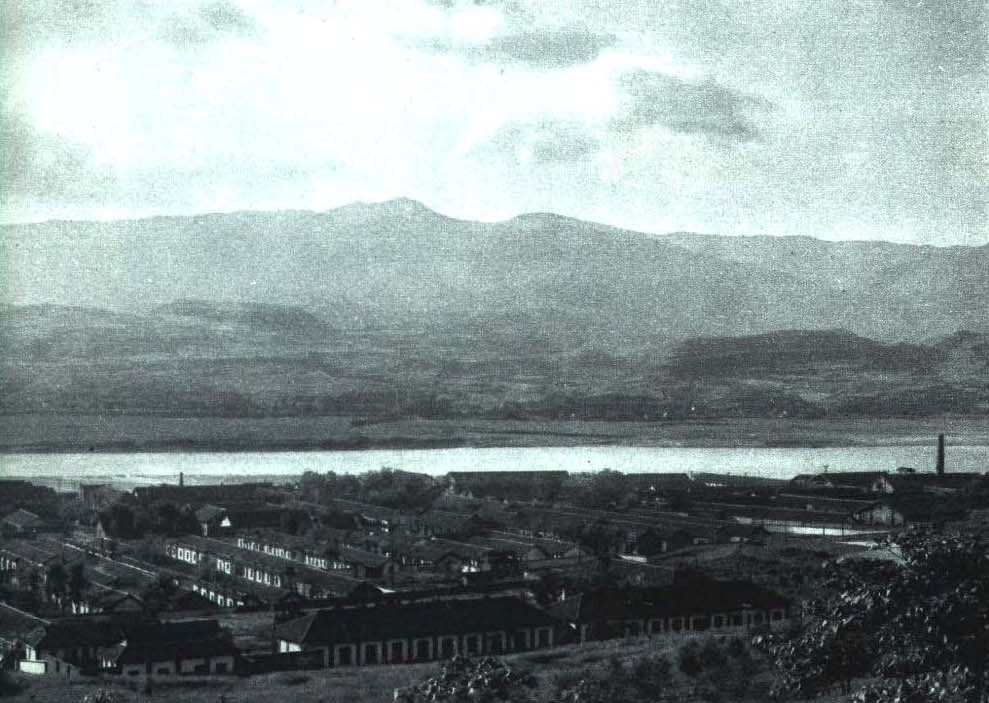
1964年 四川广元

中华人民共和国成立后，广元县属川北行署区剑阁专区，专员公署驻广元县。1952年改为四川省广元专区。1953年广元专区省入绵阳专区。1959年3月，撤销昭化县，并入广元县。1968年绵阳专区改为绵阳地区。1985年2月，撤销广元县，设立地级广元市；原广元县改设广元市市中区；原属绵阳地区的旺苍、青川、剑阁3县划入。9月，划入南充地区的苍溪县。1989年5月，从市中区析置元坝、朝天两区。2007年3月，市中区更名为利州区。2008年5月12日发生汶川大地震，下属的青川县是极重灾区县，整个县城成为废墟。2013年4月，元坝区更名为昭化区。

## 地理

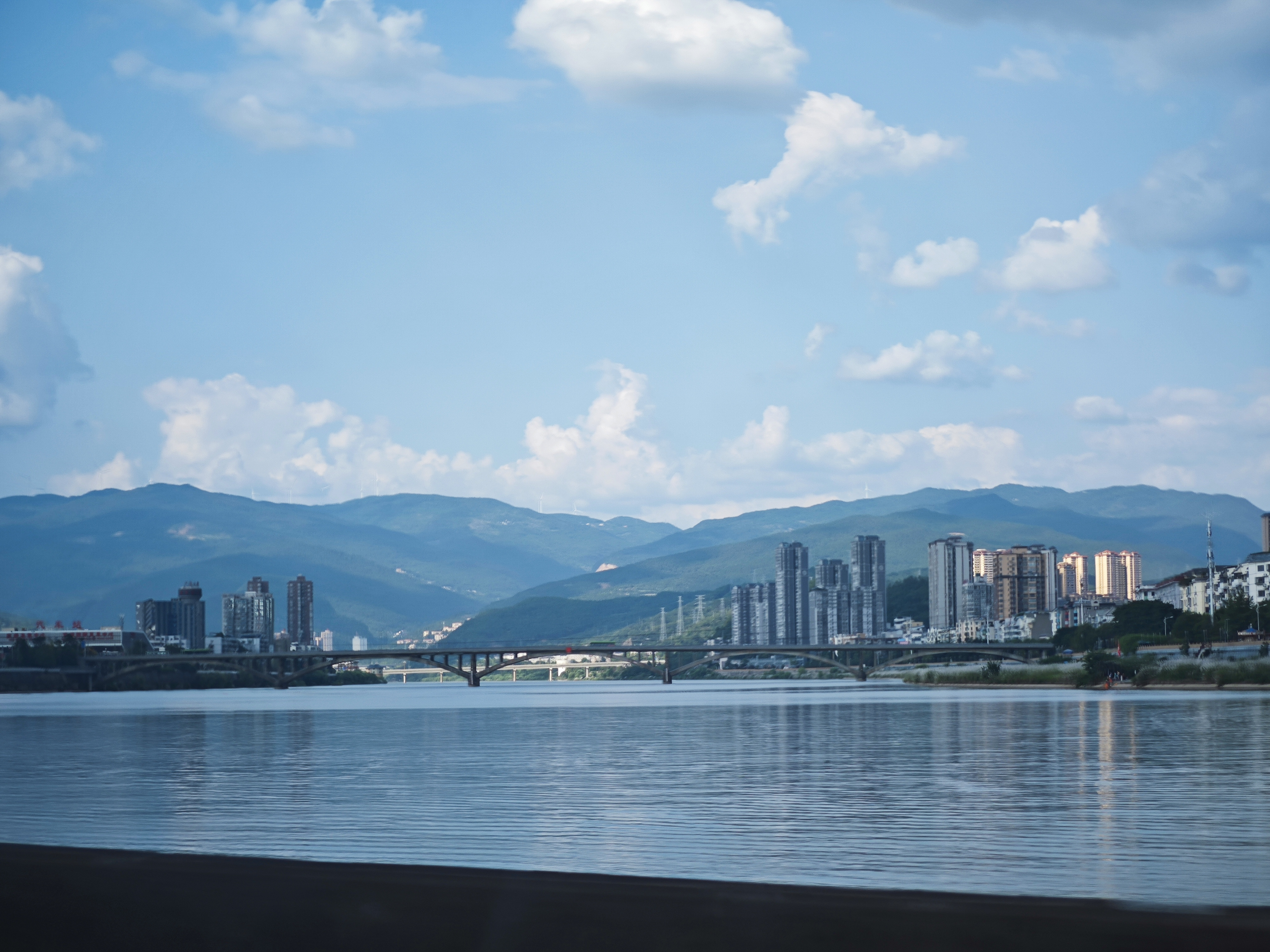
嘉陵江穿城而过

| 广元(1981−2010)      | 广元(1981−2010) | 广元(1981−2010) | 广元(1981−2010) | 广元(1981−2010) | 广元(1981−2010) | 广元(1981−2010) | 广元(1981−2010) | 广元(1981−2010) | 广元(1981−2010) | 广元(1981−2010) | 广元(1981−2010) | 广元(1981−2010) | 广元(1981−2010) |
| 月份                 | 1月             | 2月             | 3月             | 4月             | 5月             | 6月             | 7月             | 8月             | 9月             | 10月            | 11月            | 12月            | 全年            |
| -------------------- | --------------- | --------------- | --------------- | --------------- | --------------- | --------------- | --------------- | --------------- | --------------- | --------------- | --------------- | --------------- | --------------- |
| 平均高温 °C（°F）    | 9.7 (49.5)      | 12.1 (53.8)     | 16.7 (62.1)     | 22.7 (72.9)     | 27.5 (81.5)     | 29.9 (85.8)     | 31.2 (88.2)     | 30.8 (87.4)     | 26.0 (78.8)     | 21.0 (69.8)     | 16.2 (61.2)     | 10.7 (51.3)     | 21.2 (70.2)     |
| 日均气温 °C（°F）    | 5.4 (41.7)      | 7.8 (46.0)      | 11.8 (53.2)     | 17.0 (62.6)     | 21.6 (70.9)     | 24.6 (76.3)     | 26.2 (79.2)     | 25.6 (78.1)     | 21.4 (70.5)     | 16.6 (61.9)     | 11.6 (52.9)     | 6.6 (43.9)      | 16.3 (61.4)     |
| 平均低温 °C（°F）    | 2.3 (36.1)      | 4.6 (40.3)      | 8.1 (46.6)      | 12.7 (54.9)     | 17.1 (62.8)     | 20.5 (68.9)     | 22.5 (72.5)     | 22.0 (71.6)     | 18.4 (65.1)     | 13.8 (56.8)     | 8.5 (47.3)      | 3.6 (38.5)      | 12.8 (55.1)     |
| 平均降水量 mm（）    | 4.3 (0.17)      | 8.3 (0.33)      | 16.0 (0.63)     | 45.7 (1.80)     | 88.7 (3.49)     | 112.2 (4.42)    | 256.6 (10.10)   | 170.5 (6.71)    | 158.9 (6.26)    | 46.4 (1.83)     | 17.5 (0.69)     | 3.8 (0.15)      | 928.9 (36.58)   |
| 平均相對濕度（％）   | 64              | 64              | 62              | 63              | 63              | 68              | 75              | 75              | 76              | 74              | 69              | 66              | 68              |
| 来源：中国气象数据网 |                 |                 |                 |                 |                 |                 |                 |                 |                 |                 |                 |                 |                 |

## 政治

### 现任领导
| 机构     | · 中国共产党 · 广元市委员会 | 广元市人民代表大会 常务委员会 | 广元市人民政府    | · 中国人民政治协商会议 · 广元市委员会 |
| 职务     | 书记                        | 主任                          | 市长              | 主席                                  |
| -------- | --------------------------- | ----------------------------- | ----------------- | ------------------------------------- |
| 姓名     | 何树平                      | 许国斌                        | 袁华兵            | 谢晓东                                |
| 民族     | 汉族                        | 汉族                          | 汉族              | 汉族                                  |
| 籍贯     | 四川省南充市                | 四川省宣汉县                  | 四川省仁寿县      | 四川省广安市                          |
| 出生日期 | 1968年11月（56歲）          | 1968年4月（57歲）             | 1972年9月（52歲） | 1966年5月（58—59歲）                  |
| 就任日期 | 2022年7月                   | 2025年1月                     | 2024年12月        | 2021年9月                             |

### 历任领导
| 市委书记 - 钟戡（1985年4月－1990年4月） - 曾子益（1990年4月－1992年12月） - 郝振贤（1992年12月－1996年2月） - 彭渝（1996年2月－2002年12月） - 王宗榜（2002年12月－2004年12月） - 高烽（2004年12月－2008年4月） - 罗强（2008年4月－2012年10月） - 马华（2012年10月－2016年2月） - 王菲（2016年2月－2021年4月） - 邹自景（2021年4月－2022年7月） - 何树平（2022年7月－） | 市长 - 郝振贤（1985年5月－1992年12月） - 王金祥（1992年12月－1995年2月） - 彭渝（1995年2月－1996年2月） - 朱天开（1996年2月－1999年10月） - 陈宝根（1999年10月－2002年2月） - 田维钊（2002年3月－2005年1月） - 侍俊（2005年1月－2007年5月） - 马华（2007年6月－2012年10月） - 王菲（2012年10月－2016年2月） - 邹自景（2016年3月－2021年5月） - 董里（2021年5月－2024年12月） - 袁华兵（2024年12月－） |

### 行政区划
广元市下辖3个市辖区、4个县。
- 市辖区：利州区、昭化区、朝天区
- 县：旺苍县、青川县、剑阁县、苍溪县

此外，位于青川县境内的唐家河国家级自然保护区为四川省林业厅直属的副县级事业单位。

## 人口
2023年末，广元市常住人口为224.9万人，其中城镇人口111.48万人、乡村人口113.42万人。 
根据2020年第七次全国人口普查，全市常住人口为2,305,657人。同第六次全国人口普查的2,484,122人相比，十年共减少了178,465人，下降7.18%，年平均增长率为-0.74%。其中，男性人口为1,153,365人，占总人口的50.02%；女性人口为1,152,292人，占总人口的49.98%。总人口性别比（以女性为100）为100.09。0－14岁的人口为354,300人，占总人口的15.37%；15－59岁的人口为1,386,435人，占总人口的60.13%；60岁及以上的人口为564,922人，占总人口的24.5%，其中65岁及以上的人口为433,802人，占总人口的18.81%。居住在城镇的人口为1,084,525人，占总人口的47.04%；居住在乡村的人口为1,221,132人，占总人口的52.96%。

### 民族
全市常住人口中，汉族人口为2,287,563人，占99.22%；各少数民族人口为18,094人，占0.78%。与2010年第六次全国人口普查相比，汉族人口减少186,489人，下降7.54%，占总人口比例下降0.38个百分点；各少数民族人口增加8,024人，增长79.68%，占总人口比例增加0.38个百分点。

## 交通
宝成铁路與西成客運專線纵贯广元南北，與貫穿東南與西北的兰渝鐵路形成十字交匯， 108国道、 212国道在境内交汇。 绵广高速公路已经全线贯通，广元至巴中高速公路，广元至陕西宁强高速公路、广元至南充高速公路、广元至甘肃高速公路、成都经广元至西安高速铁路均在建设之中。广元机场有直飞北京、广州、杭州、上海等地的多条航线。嘉陵江水运可达重庆。

## 旅游资源
广元已有2300多年的建城历史。自古为入川的重要通道，是苴国故地，入蜀要塞，三国重镇，一代女皇武则天的故里，川陕革命根据地的重要组成部分，四川省旅游热点城市。广元获得的殊荣有：农科教结合示范区、国家园林城市、国家卫生城市、中国优秀旅游城市、新型工业化基地、中国温泉之乡。广元境内有国家级的自然保护区9处，省级自然保护区18处，国家级文物保护单位8处，省级文物保护单位17处，旅游资源密集。著名旅游景点有：
- 唐家河国家级自然保护区，位于青川县
- 东河口地震遗址公园，位于青川县
- 皇泽寺，位于利州区
- 剑门关，位于剑阁县
- 千佛崖、位于利州区
- 天台山森林公园，现已更名为天曌山森林公园
- 昭化古城，位于昭化区昭化镇
- 明月峡古栈道
- 米仓山森林公园

### 全国重点文物保护单位
- 皇泽寺摩崖造像
- 广元千佛崖摩崖造像（含觀音岩石窟）
- 觉苑寺
- 剑门蜀道遗址（含明月峡古栈道遗址、昭化古城）
- 青川郝家坪战国墓群
- 鹤鸣山道教石窟寺及石刻

## 特产
广元橄榄油：中国地理标志产品。